# Youba Diarra
Hamaciré Youba Diarra (24 marzo 1998) è un calciatore maliano, centrocampista dell'Hartberg in prestito dal Cadice.

## Carriera
Nel gennaio 2018 viene prelevato dalle giovanili dello Yeelen Olympique da parte degli austriaci dello Salisburgo, che decidono subito di girarlo in prestito al Wiener Neustadt, in seconda divisione. In estate viene ceduto in prestito all'Hartberg, in massima serie, ma nel gennaio 2019 il prestito viene interrotto, facendo così ritorno allo Salisburgo. Nel mentre, gioca anche una partita con la squadra riserve. Il 29 agosto successivo viene prestato ai tedeschi del St. Pauli, ma, dopo solo 3 presenze in campionato, nel gennaio 2020 rientra dal prestito. Da giugno a luglio gioca 6 partite con la squadra riserve, realizzando anche due reti. Il 1º marzo 2021 viene prestato fino al termine della stagione 2021 ai N.Y. Red Bulls, formazione della MLS. L'8 gennaio 2022 fa ritorno, in prestito, all'Hartberg.

## Statistiche

### Presenze e reti nei club
Statistiche aggiornate al 15 luglio 2022.
| Stagione        | Squadra         | Campionato      | Campionato | Campionato | Coppe nazionali | Coppe nazionali | Coppe nazionali | Coppe continentali | Coppe continentali | Coppe continentali | Altre coppe | Altre coppe | Altre coppe | Totale | Totale |
| Stagione        | Squadra         | Comp            | Pres       | Reti       | Comp            | Pres            | Reti            | Comp               | Pres               | Reti               | Comp        | Pres        | Reti        | Pres   | Reti   |
| --------------- | --------------- | --------------- | ---------- | ---------- | --------------- | --------------- | --------------- | ------------------ | ------------------ | ------------------ | ----------- | ----------- | ----------- | ------ | ------ |
| gen.-giu. 2018  | Wiener Neustadt | 1L              | 14+2       | 0          | CA              | -               | -               |                    | -                  | -                  |             | -           | -           | 16     | 0      |
| 2018-gen. 2019  | Hartberg        | BL              | 10         | 0          | CA              | 2               | 0               |                    | -                  | -                  |             | -           | -           | 12     | 0      |
| ago. 2019       | Liefering       | 1L              | 1          | 0          |                 | -               | -               |                    | -                  | -                  |             | -           | -           | 1      | 0      |
| 2019-gen. 2020  | St. Pauli       | 2L              | 3          | 0          | CG              | 0               | 0               |                    | -                  | -                  |             | -           | -           | 3      | 0      |
| giu.-lug. 2020  | Liefering       | 1L              | 6          | 2          |                 | -               | -               |                    | -                  | -                  |             | -           | -           | 6      | 2      |
| 2021            | N.Y. Red Bulls  | MLS             | 7+1        | 0          |                 | -               | -               |                    | -                  | -                  |             | -           | -           | 8      | 0      |
| gen.-giu. 2022  | Hartberg        | BL              | 14         | 0          | CA              | 2               | 0               |                    | -                  | -                  |             | -           | -           | 16     | 0      |
| Totale carriera | Totale carriera | Totale carriera | 58         | 2          |                 | 4               | 0               |                    | -                  | -                  |             | -           | -           | 62     | 2      |